# Pseudobarbus burchelli
Pseudobarbus burchelli is een straalvinnige vissensoort uit de familie van de eigenlijke karpers (Cyprinidae). De wetenschappelijke naam van de soort is voor het eerst geldig gepubliceerd in 1841 door Smith.
In het Afrikaans heet de vis Breederivier-rooivlerkie (Breederivierroodvleugeltje) omdat hij vrijwel alleen in de Breederivier in de Zuid-Afrikaanse provincie West-Kaap aangetroffen wordt..